# (17156) Kennethseitz
(17156) Kennethseitz est un astéroïde de la ceinture principale.

## Description
(17156) Kennethseitz est un astéroïde de la ceinture principale. Il fut découvert le 19 mai 1999 à Kitt Peak par le projet Spacewatch. Il présente une orbite caractérisée par un demi-grand axe de 3,20 UA, une excentricité de 0,04 et une inclinaison de 25,5° par rapport à l'écliptique.

## Compléments